# Sobarus poggei
Sobarus poggei är en skalbaggsart som beskrevs av Edgar von Harold 1879. Sobarus poggei ingår i släktet Sobarus och familjen långhorningar. Inga underarter finns listade i Catalogue of Life.